# Ritual Entertainment
Ritual Entertainment (conosciuta in passato anche come Hipnotic Interactive) era una software house che sviluppava videogiochi, in particolare sparatutto in prima persona. Oltre allo sviluppo di videogiochi, hanno creato un pacchetto di sviluppo chiamato Übertools, che si integra con il motore grafico id Tech 3 e usato da altre compagnie.
Il 24 gennaio 2007 Ritual è stata acquistata da MumboJumbo, compagnia specializzata in casual games. Questa acquisizione e la contemporanea fuoriuscita di molti membri della squadra (tra questi il CEO Steve Nix, del fondatore Tom Mustaine e del level designer John Schuch) hanno contribuito ad un ridimensionamento del genere di produzione, e quindi alla probabile cancellazione definitiva della serie ad episodi SiN Episodes.

## Videogiochi
- 1997 - Quake Mission Pack 1: Scourge of Armagon (come Hipnotic)
- 1998 - SiN
- 2000 - Heavy Metal: F.A.K.K.²
- 2000 - Blair Witch Volume 3: The Elly Kedward Tale
- 2004 - Counter-Strike: Condition Zero (sviluppato anche da: Gearbox Software, Valve Software, Turtle Rock Studios.)
- 2004 - Counter-Strike: Condition Zero Deleted Scenes (affidato a Ritual Entertainment da Valve Corporation)
- 2003 - Star Trek: Elite Force II
- 2003 - Counter-Strike (conversione per Xbox)
- 2004 - Delta Force: Black Hawk Down - Team Sabre (espansione)
- 2006 - SiN Episodes: Emergence